# Уметник
Уметник (уметница) је творац, аутор уметничког дела или шире уметничког стварања, човек који се активно бави уметношћу. 
На основу Аристотела уметник је занатлија који ствара по правилима. У доба ренесансе био је уметник „alter deus“ (други бог).
Како је уметност огромно пространство, свака област у уметности има своје уметнике: 
1. музика: музичар
2. драма: глумац, редитељ
3. књижевност: књижевник
4. сликарство: сликар
5. вајарство: вајар
6. архитектура: архитект
7. филм: глумац, редитељ, сценариста
8. игра: кореограф
9. стрип: аутор стрипа